# シャトー・ペトリュス

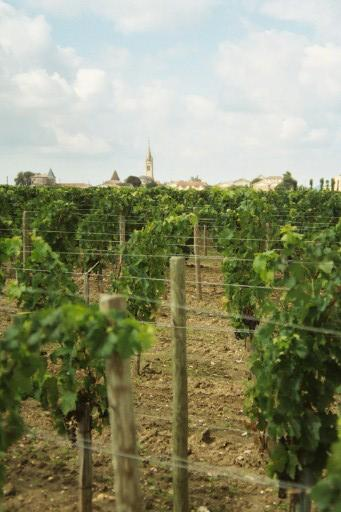
シャトー・ペトリュスのブドウ畑。

シャトー・ペトリュスは、ポムロールAOCに位置するボルドーワイン生産者で、その東の境界線はサン＝テミリオンAOCからほど近い。
限られた畑から限られた量の赤ワインを生産し、時に応じて少量のカベルネ・フランを使用するのみで、材料のほとんどにメルロー種のブドウを使い、セカンドラインのワインは作らない。
畑はリブルヌのワイン商ジャン=ピエール・ムエックスの所有である。
ポムロールのワインは公式な格付けがされていないが、ペトリュスはアペラシオン・ドリジーヌ・コントロレの偉大なワインとして広く認められており、シャトー・ル・パンとともにポムロールを代表する二大高級ワインとして、現在も一貫して、世界で最も高額なワインとして知られている。

## 歴史

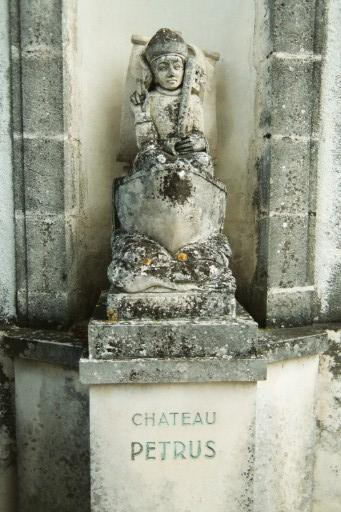
シャトー・ペトリュスの壁を飾る聖ペトロ像。

当初の畑は 7ヘクタール (17エーカー) ほどの広さで、18世紀中ごろからはアルノー家の所有地だったようで、その名が初めて記録に表れるのは1837年である。
チャールズ・コックスとミシェル＝エデュアール・フェレ共著の1868年『 Cocks & Féret 』では、シャトー・ペトリュスはヴュー・シャトー・セルタンに次いで、シャトー・トロタノワと共にクリュ・ブルジョワとプルミエ・アルティザン級に格付けされている。
この期間のヴィンテージは、ペトリュス・アルノーのラベルが付けられている。
1878年のパリ万国博覧会で、ペトリュスは金メダルを獲得、高い評価を得て、販売価格もポメロールの1級ワイン同様、メドック・ワイン2級並みの水準となった。
20世紀初頭、アルノー家は La Société Civile du Château Petrus 社を設立、株式を一般公開した。
1925年前後から、リブルヌのオテル・ルバを所有するエドモン・ルバ未亡人がシャトーの株式を買い始め、1949年にはシャトーの単独オーナーとなった。
デイヴィッド・ペパーコーンによれば、「ペトリュスの偉大な年」は第二次世界大戦が終了した1945年に始まったという。
リブルヌのネゴシアン(ワイン取扱商)社のジャン=ピエール・ムエックスが、その年からペトリュスの独占販売権を獲得、ここからペトリュスの国際的評価がスタートした。
マダム・ルバはシャトー・ラトゥール・ア・ポムロールのオーナーでもあり、生涯にわたって現役のワイン製造者であり、品質への細やかな気配りと強い意志で知られ、彼女のワインは、偉大なクリュに並ぶ価格価値があると見なされた。
翌年以降も、ムエックス社との協力体制は成果を挙げた。
ペトリュスはアメリカ合衆国に輸出され、1947年には英国のエリザベス王女とエディンバラ公フィリップの結婚式でも提供されている。
マダム・ルバはのちの1953年、エリザベス2世の即位式に際してペトリュス1ケースをバッキンガム宮殿に献呈している。
1956年冬、霜害がボルドー地域を襲い、ペトリュスのブドウ畑では3分の2のブドウが枯死した。
マダム・ルバは、新しい苗を植えるのではなく、生き残ったブドウに新しい蔓を接ぎ木するという決断を下したが、recépage という手法は、この地域で初の試みとなった。
彼女の成功により、蔓の平均年齢を高く保つ方法が確立され、この手法がその後も引き継がれることとなった。
ペトリュスは伝統的に、ボトルだけではなく樽でも販売されてきたが、この慣行は2013年に終了している。
アメリカ合衆国におけるペトリュスの名声は、ニューヨークのレストラン「ル・パヴィヨンLe Pavillon 」オーナーのアンリ・ソールがプロモーションを行い、1960年代に高まった。
アレクシス・リシーヌによれば、海運王オナシスがル・パヴィヨンを訪れた際に、角のテーブルに座ってペトリュスを飲んで以降、ペトリュスはステイタス・シンボルとなり、ワイン通を気取りたい人々が漏らす名前となったという。
1961年にマダム・ルバが死去すると、シャトーは姪のリリー・ラコスト=ルバと甥のリニャックに残された。
対立する相続人2人の平等性とその後の影響を考慮して、株式はJPムエックスが引き継いだ。
一定期間は姪がシャトーを監督していたが、1964年にJPムエックスがリニャックの株式を購入し、ワイン醸造学者のジャン=クロード・ベルエをペトリュスに迎えた。
またこれに先立ち、エミール・ペイノーが非常勤の専門医として迎えられている。
1969年には、5ヘクタール (12エーカー)のブドウ畑が近隣のシャトー・ガザンから買い足された。

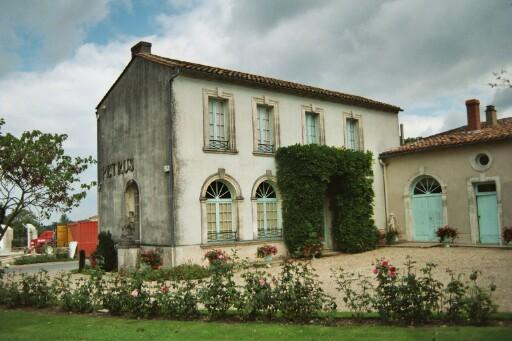
ペトリュスの建物。

2003年にジャン=ピエール・ムエックスが死去すると、その息子でグループ・デュクロ会長のジャン=フランソワ・ムエックスがペトリュスのオーナーとなった。
彼はペトリュスのフランス国内の販売を規制し、一方で1970年からペトリュスを担当していた弟のクリスチャン・ムエックスは、息子のエデュアール・ムエックスと共に、ブドウ畑、醸造、マーケティング、輸出販売を監督している。
技術監督を44年間務めたジャン=クロード・ベルエが2007年に引退すると、エリック・ムリザスコが後を引き継いだ。
ベルエの息子オリヴィエ・ベルエが新しく醸造技術者として任命され、技術監督となるべく研鑽中である。
クリスチャン・ムエックスは、ペトリュスから距離をおいて自身の役割を技術顧問に限定する意向を2008年に表明している。
シャトーにあるのは「城」ではなく、2階建ての「屋敷」である。
屋敷は聖ペトロを象徴する鍵で装飾されている。
クリスチャン・ムエックスは「ペトリュスにはシャトーの名はふさわしくない。あるのはただ、古い農家だけだ」と語っている。

## 生産

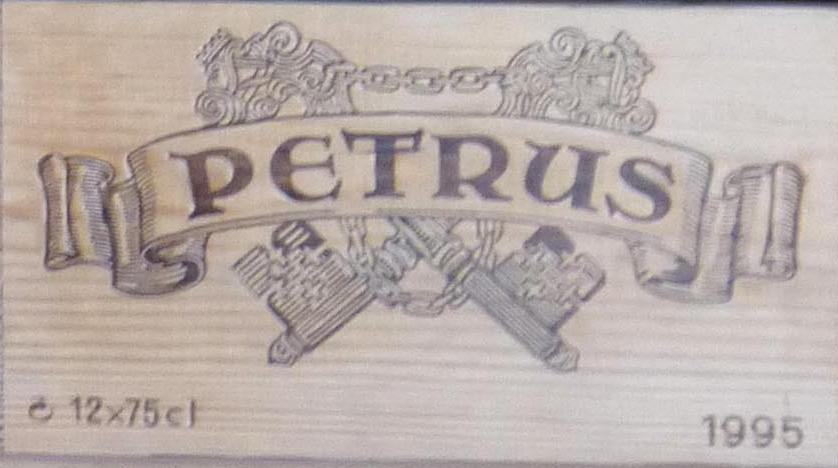
シャトー・ペトリュスを出荷する際に使用される木箱。

シャトー・ペトリュスのブドウ園の広さは11.4ヘクタール (28エーカー)で、ポムロールAOCの東の台地に位置する。
ブドウは95%がメルロー種で、5%がカベルネ・フラン種である。
「 Petrus boutonnière (ペトリュスのボタン穴）」と呼ばれる20ヘクタール (49エーカー)ほどの台地の頂上に位置し、元々のブドウ畑の土壌表面と下層土は、鉄分を豊富に含む粘土で「 crasse de fer (鉄かす)」と呼ばれる。
近隣のブドウ園の土壌はペトリュスのものとは異なり、砂礫や粘土質の砂が混成している。
1969年にシャトー・ガザンから買い足した土地は、Petrus boutonnière の上にはない。
蔓の平均年齢は45年を超える。
ボルドーで初めて若い実を間引く éclaircissage を導入した。
この技術により、収穫高を減らして残したブドウの品質を向上させることができる。
ブドウは2日から3日かけて手で摘み取られるが、ブドウ園が小規模なので、必要に応じて1日で収穫することも不可能ではない。
収穫後は厳しい品質検査が行われ、はねられた一群は「偉大なワイン」からは拒絶される。
現代では、ペトリュスはほとんどメルロー種だけのセパージュワインであり、カベルネ・フラン種はほとんどの年で使用されることがない。
若いワインは新しいフランス産オークの樽で2年ほど寝かされる。
例年の生産量は、多くても2500ケースである。

## 映画・ドラマなど
- 2004年の映画『サイドウェイ』のプロデューサーは当初、主人公のマイルス・レイモンドが宝物にしている瓶にはシャトー・ペトリュスを希望していたが、最終的には1961年ヴィンテージのシャトー・シュヴァル・ブランとなった。ムエックスはこの件について「かなりの数の映画台本が私の机を通り過ぎていくので、『サイドウェイ』がペトリュスの使用許可を求めていたことはぼんやりとしか覚えていない。多分、脚本がありきたりだと感じたので断ったのではないだろうか」と言っている[19][20]。

- ドラマ『そりゃないぜ!? フレイジャー』の第7シーズン・エピソード23で主人公フレイジャー・クレインは、亡くなって間もないドアマンのモーリイ未亡人から1945年のシャトー・ペトリュスを贈られ、受け取ってすぐに「世界で最も貴重なワインだ」と評している。主人公は、彼が何年も特別な機会を待ち続けた末に結局ワインを開封することなく亡くなったのだろうと推測し、自分は同じ間違いを犯さないでおこうと決意する。ワインの瓶はエピソードの進行途上、登場人物の間でなんどか遣り取りされる[21]。

- ドラマLAW & ORDER:犯罪心理捜査班のシーズン2第22話には、「1946年産のシャトー・ペトリュスには11,000ドルの価値があると」というセリフがある[22]。

- マンダレイ・ベイ・ホテル&カジノでは、5,000ドルのハンバーガー「 FleurBuerger 5000 」とセットで販売されている。

- アガサ・クリスティの『ナイルに死す』には、エルキュール・ポアロがシャトー・ペトリュスを飲み干す場面がある。

- アレグザンダー・マコール・スミスの小説『 Espresso Tales 』の生意気な登場人物 Bruce Anderson は、友人の車のトランクにある1990年のシャトー・ペトリュス3ケースを、1,700ポンドの価格で買い取ることでワイン・ビジネスに携わる[23]。

- 『THE KILLING/キリング』米リメイク版「THE KILLING～闇に眠る美少女」第12話で、リッチモンド議員はペトリュス・ポメロール’77のグラスをリンデン刑事に勧める。

- 『エイリアス』シーズン1・エピソード21で、教養のある捕虜がシャトー・ペトリュス1982年のグラスを要求する。
- ソフィア・コッポラの映画『SOMEWHERE』では、主人公ジョニー・マルコの部屋のナイトスタンドの上にペトリュスのボトルが置かれている。
- トマス・ハリスの小説『ハンニバル』では、連続殺人犯ハンニバル・レクターがシカとシカ撃ちのテンダーロインを準備した後、シャトー・ペトリュス(年は不明)のボトルを楽しむ。
- 『デンジャラス・ラン』では、デンゼル・ワシントンが1972年のペトリュスのグラスをもう一人のスパイと交わす。
- 『うみねこのなく頃に』エピソード4で、ベアトリーチェは、1947年シャトー・ペトリュスの対価として金のインゴット10kgを要求する。
- 2013年ブルース・ウィリス主演の映画『REDリターンズ』で、デヴィッド・シューリス演じる「カエル」は、情報を明らかにしないと秘蔵のペトリュスを1本ずつ破壊すると他の登場人物から脅される。

## 参照
- Moueix.com Château Petrus dossier

脚注
1. 1 2 3 4 5 6 7 8 9  Peppercorn, David (2003). Bordeaux. London: Mitchell Beazley. pp. 519–523. ISBN 1-84000-927-6
2. 1 2 3  Lichine, Alexis (1967). Alexis Lichine's Encyclopedia of Wines and Spirits (1st ed.). London: Cassell & Company Ltd.. pp. 400
3. 1 2  Shand, P. Morton (1964). Ray, Cyril. ed. A Book of French Wines (3rd ed.). Bristol: Penguin Books. pp. 139
4. 1 2 3 4  Penning-Rowsell, Edmund (1969). The Wines of Bordeaux. London: The International Wine and Food Publishing Company. pp. 361–369. ISBN 0-14-046866-8
5. 1 2 3 4 5 6 7 8 9  Sutcliffe, Serena, (November 2, 2004). "Behind the Legend". Decanter.com.
6. 1 2 3 4 5 6 7  Coates, Clive (1995). Grands Vins. University of California Press. pp. 448-453. ISBN 0-520-20220-1
7. 1 2 3 4  Prial, Frank J. (September 26, 1990). "Wine Talk".  The New York Times.
8. 1 2 3  Faith, Nicholas (April 16, 2003). "Jean-Pierre Moueix". The Independent.
9. 1 2 3 4 5 6 7 8 9 10 11 12 13 14  Kissack, Chris. “Petrus”.   thewinedoctor.com. 2010年9月1日閲覧。
10. 1 2  Lyons, William (April 29, 2003). "Obituary: Jean-Pierre Moueix". The Scotsman.
11. 1 2 3 4 5 6 7 8 9  Pitcher, Steve (April/May 1998).  "Château Petrus-A Legendary Vertical Tasting". The Wine News.
12. ↑  Delgado, Martin (November 16, 2009). "Corking Petrus prices set to soar as experts announce it is the 'best vintage for 100 years'". Daily Mail.
13. ↑  Henry, Gordon M.; Sachs, Andrea; Zagorin, Adam (March 10, 1986). "Divine Wine". TIME.
14. ↑  Styles, Oliver (February 4, 2008). "Bordeaux en primeur is 'madness': Petrus winemaker". Decanter.com.
15. ↑  Anson, Jane. "Jean Claude Berrouet". newbordeaux.com.
16. 1 2  Rand, Margaret (April 11, 2008). "Christian Moueix of Chateau Petrus - Decanter Man of the Year". Decanter.com.
17. ↑  Anson, Jane (October 24, 2007). "Petrus successor named as Moueix appoints new director". Decanter.com.
18. ↑  Frank, Mitch (October 11, 2007). "Petrus Winemaker Jean-Claude Berrouet to Retire". Wine Spectator.
19. ↑  Steinberger, Mike. “Defending Merlot”. Slate.com（英語版）. 2005年5月4日閲覧。
20. ↑  Gray, W. Blake, San Francisco Chronicle (February 24, 2005). Knocked Sideways
21. ↑  Episode guide at twiztv.com
22. ↑  http://www.nbc.com/Law_and_Order_Criminal_Intent/
23. ↑  Alexander McCall Smith, Espresso Tales, Chapter 68.